# Публий Валерий Попликола (консул 352 пр.н.е.)
Вижте пояснителната страница за други личности с името Публий Валерий Попликола.
Публий Валерий Попликола (на латински: Publius Valerius Poplicola) e политик на Римската република.
Той е консул през 352 пр.н.е. заедно с Гай Марций Руцил. Следващата година е претор и през 350 пр.н.е. събира резерви за войната против галите. През 344 пр.н.е. той е диктатор с началник на конницата Квинт Фабий Амбуст.